# Gemeindealpe
Die Gemeindealpe ist ein 1626 m hoher Berg in den niederösterreichischen Kalkalpen im Gemeindegebiet von Mitterbach am Erlaufsee.

## Lage
Die Gemeindealpe überragt den Erlaufsee und die Ötschergräben, die sie vom Ötscher trennen.
Auf dem Gipfel findet man das im Juni 2014 offiziell eröffnete neue Terzerhaus, ein modernes Niedrigenergiehaus. und eine Sendeanlage mit zwei Sendetürmen und einem Richtfunkturm.

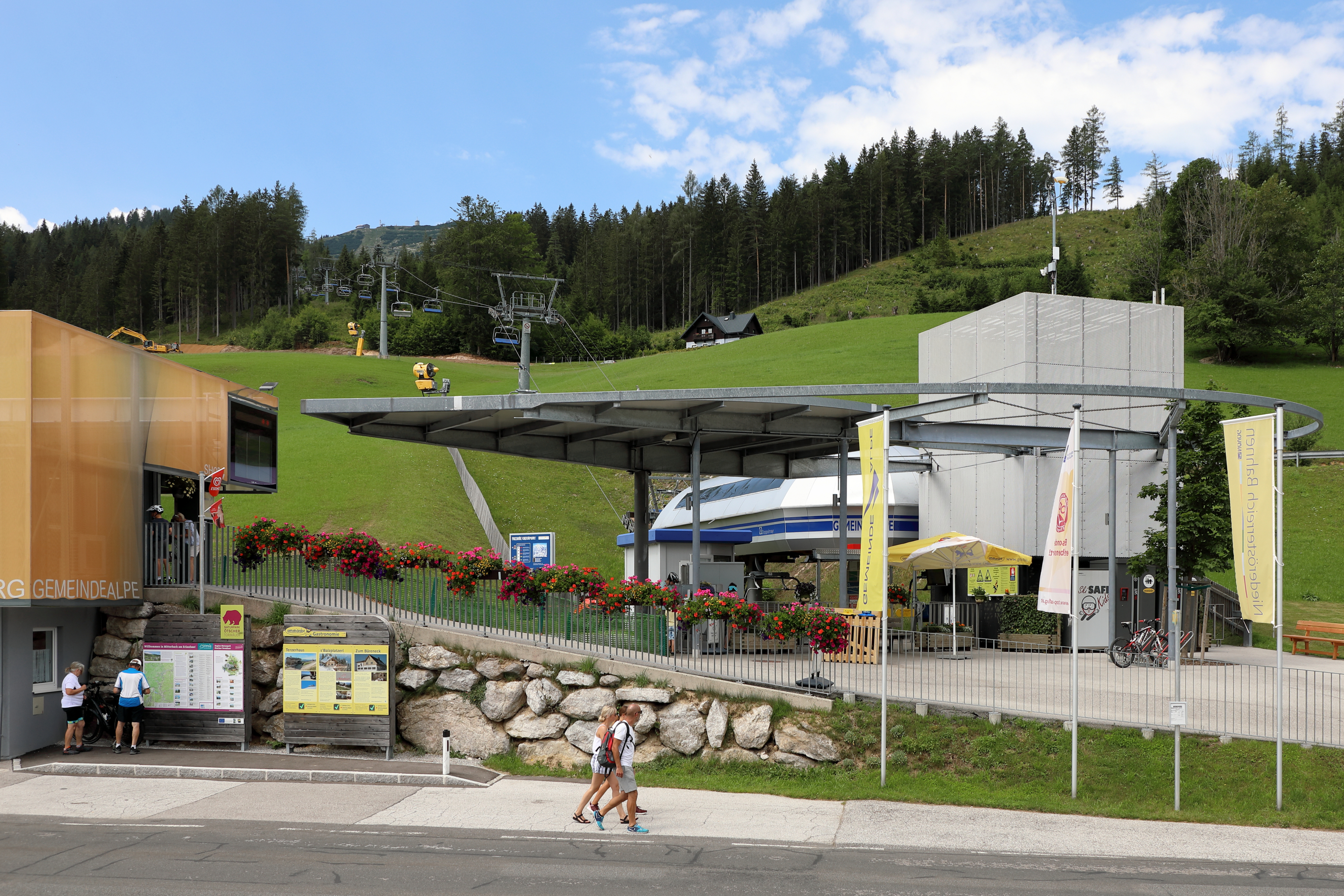
Talstation der Liftanlage; errichtet 2003
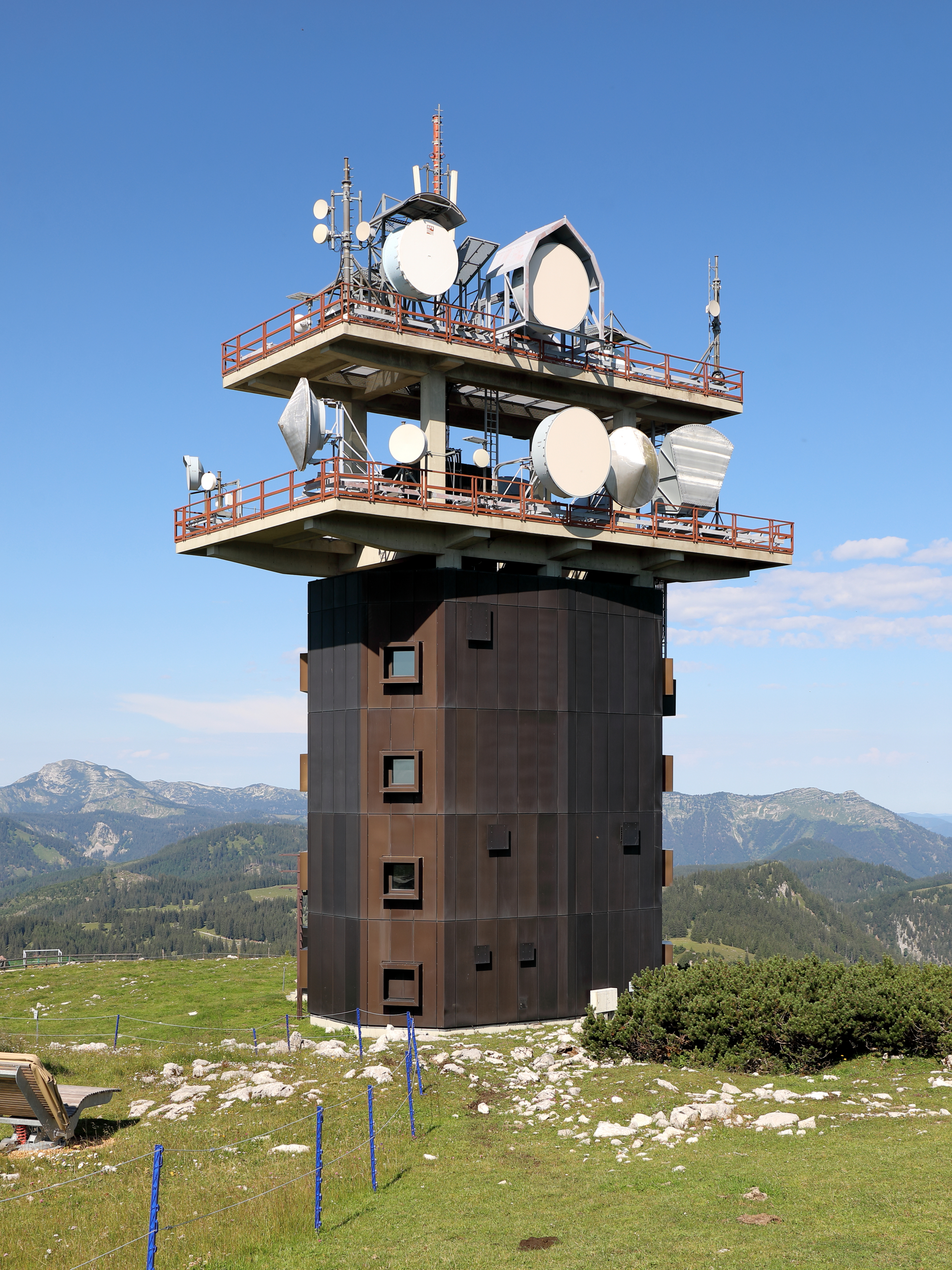
Richtfunkturm; gebaut in den 1970er-Jahren
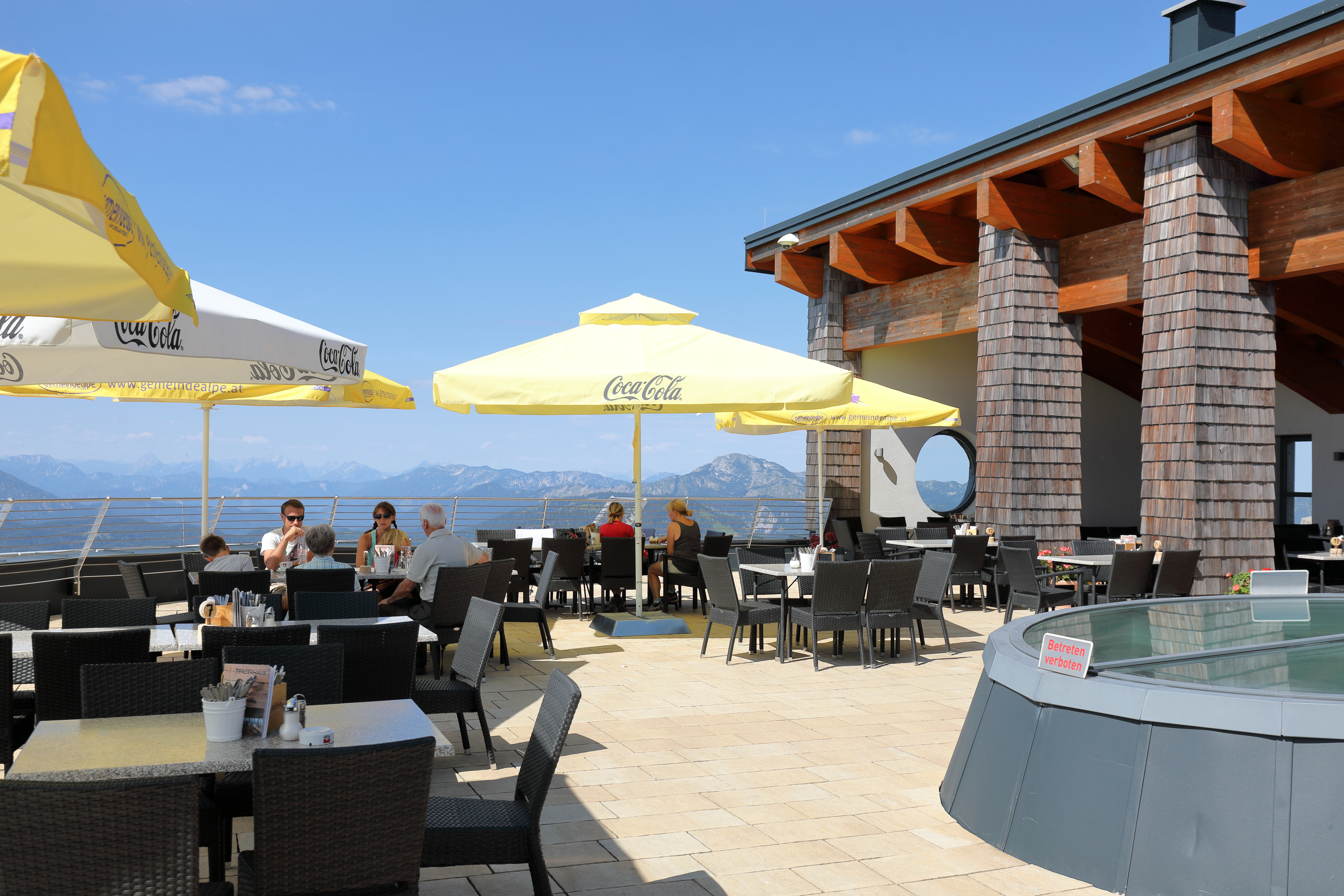
Terzerhaus; eröffnet 2014

In den Hängen der Gemeindealpe befinden sich einige Karsthöhlen (Mückenschaft, Gamsluck’n). Der Nord-Süd-Weitwanderweg führt ebenfalls über die Gemeindealpe.

## Schigebiet auf der Gemeindealpe
| Schigebiet Gemeindealpe     | Schigebiet Gemeindealpe |
| --------------------------- | ----------------------- |
| Anzahl der Liftanlagen:     | 4                       |
| Anzahl der Pistenkilometer: | 15 km                   |
| Höhenlage                   | 789–1626 m ü. A.        |

Das Schigebiet Gemeindealpe wurde im Jahr 2003 mit zwei neuen Sesselbahnen ausgestattet, welche auch im Sommer betrieben werden. Die Pisten sind nach Osten exponiert. Die niedriger gelegenen Pisten sind mit künstlichen Beschneiungsanlagen ausgestattet. Dadurch ist ein regelmäßiger Schibetrieb von Dezember bis März gewährleistet.
Die defizitären Liftanlagen der Mitterbach-Bergbahnen wurden seit dem Winter 2011/2012 vom Land Niederösterreich betrieben und in die Organisation der NÖVOG eingebunden, so dass sie im Verbund mit der Mariazellerbahn wieder in die Gewinnzone kommen sollen. Außerdem sollen die Sessellifte auch in den Sommermonaten in Betrieb stehen.